# Cynosa agedabiae
Genre
Espèce
Cynosa agedabiae, unique représentant du genre Cynosa, est une espèce d'araignées aranéomorphes de la famille des Lycosidae.

## Distribution
Cette espèce se rencontre en Afrique du Nord.

## Étymologie
Son nom d'espèce lui a été donné en référence au lieu de sa découverte, Agedabia.

## Publication originale
- Caporiacco, 1933 : Araneidi. Spedizione scientifica all'oasi di Cufra (Marzo-Luglio 1931). Annali del Museo Civico di Storia Naturale di Genova, vol. 56, p. 311-340.